# Fanellia corymbosa
Fanellia corymbosa is een zachte koraalsoort uit de familie Primnoidae. De koraalsoort komt uit het geslacht Fanellia. Fanellia corymbosa werd in 1982 voor het eerst wetenschappelijk beschreven door Frederick M. Bayer.
De holotype-kolonie werd verzameld nabij het eiland Halmahera in de Molukken in december 1909.